# Campeonato Profesional de AFNA 1955
El Campeonato Profesional de AFNA 1955, fue la 2.ª edición de los campeonatos profesionales de Pichincha, dicho torneo fue auspiciado por la Asociación de Fútbol No Amateur de Pichincha (AFNA), este sería el debut en el profesionalismo del Dep.Quito equipo que en la campaña anterior era conocido como Argentina esto se debe a que AFNA decidió que a partir ese año ningún equipo tuviera nombre de país o nombre extranjero a excepción del cuadro del España, en su primera participación con su nuevo nombre terminaría siendo campeón de gran campaña solamente perdería ante el España en la 2° fecha por 3-1, lograría obtener el título ante el cuadro de LDU(Q) en la última fecha por marcador de 2-1, como anécdota el torneo se tuvo que extender hasta el día 18 de diciembre de 1955, esto es debido a los partidos amistosos que tuvieron los participantes del torneo, los equipos más goleadores fueron Dep.Quito y LDU(Q) con 10 goles anotados, en cambio cabe la particularidad de que 3 equipos fueron los que más goles en contra recibirían en todo el torneo y fueron LDU(Q), Aucas, y España con 10 goles, mientras que el Aucas sería el equipo con menos anotaciones tendría con 7 goles a favor. El goleador del torneo sería Manuel Gaitan del Dep.Quito con 6 anotaciones, como en el torneo anterior no hubo descenso ni ascenso.
Dep.Quito se coronó campeón del Campeonato Profesional Interandino por primera vez mientras que LDU(Q) obtendría su primer subcampeonato

## Formato del Torneo
El campeonato Profesional se jugara con el formato de 2 etapas y será de la siguiente manera:
Primera Etapa
Se jugaría un todos contra todos entre los 4 participantes del torneo en partidos de ida dando un total de 3 fechas.
Segunda Etapa
Nuevamente se jugaría un todos contra todos entre los 4 participantes del torneo en partidos de ida dando un total de 3 fechas, para definir al campeón se lo daría por medio de la tabla acumulada dando entre las 2 etapas un total de 6 fechas,en caso de que dos equipos igualen en puntos por definir el campeonato o por el subtítulo se llevaría un partido extra para definirlo.

## Sedes
| Quito            |
| ---------------- |
| Estadio El Ejido |
| Capacidad: 20 00 |
|                  |

## Equipos participantes
Estos fueron los 4 equipos que participaron en el Campeonato Profesional de AFNA de 1955.
| Equipos participantes | Equipos participantes | Equipos participantes | Equipos participantes |
| --------------------- | --------------------- | --------------------- | --------------------- |
| Aucas                 | Dep.Quito             | España                | LDU(Q)                |

## Primera etapa

### Partidos y resultados
| Fecha 1      | Fecha 1   | Fecha 1          |
| Equipo Local | Resultado | Equipo Visitante |
| ------------ | --------- | ---------------- |
| D.Quito      | 2-1       | Aucas            |
| España       | 0-2       | LDU(Q)           |

| Fecha 2      | Fecha 2   | Fecha 2          |
| Equipo Local | Resultado | Equipo Visitante |
| ------------ | --------- | ---------------- |
| LDU(Q)       | 2-4       | Aucas            |
| España       | 3-1       | D.Quito          |

| Fecha 3      | Fecha 3   | Fecha 3          |
| Equipo Local | Resultado | Equipo Visitante |
| ------------ | --------- | ---------------- |
| LDU(Q)       | 0-1       | D.Quito          |
| Aucas        | 1-1       | España           |

### Tabla de posiciones
|  |  |    | Equipo    | PJ | PG | PE | PP | GF | GC | DG | PTS |
|  |  | -- | --------- | -- | -- | -- | -- | -- | -- | -- | --- |
|  |  | 1. | Dep.Quito | 3  | 2  | 0  | 1  | 4  | 4  | 0  | 4   |
|  |  | 2. | Aucas     | 3  | 1  | 1  | 1  | 6  | 5  | +1 | 3   |
|  |  | 3. | España    | 3  | 1  | 1  | 1  | 4  | 4  | 0  | 3   |
|  |  | 4. | LDU(Q)    | 3  | 1  | 0  | 2  | 4  | 5  | -1 | 2   |

Pts = Puntos; PJ = Partidos jugados; G = Partidos ganados; E = Partidos empatados; P = Partidos perdidos; GF = Goles a favor; GC = Goles en contra; Dif = Diferencia de gol

## Segunda Etapa

### Partidos y resultados
| Fecha 1      | Fecha 1   | Fecha 1          |
| Equipo Local | Resultado | Equipo Visitante |
| ------------ | --------- | ---------------- |
| Aucas        | 1-2       | LDU(Q)           |
| D.Quito      | 3-1       | España           |

| Fecha 2      | Fecha 2   | Fecha 2          |
| Equipo Local | Resultado | Equipo Visitante |
| ------------ | --------- | ---------------- |
| Aucas        | 1-1       | D.Quito          |
| LDU(Q)       | 3-2       | España           |

| Fecha 3      | Fecha 3   | Fecha 3          |
| Equipo Local | Resultado | Equipo Visitante |
| ------------ | --------- | ---------------- |
| D.Quito(C)   | 2-1       | LDU(Q)           |
| España       | 2-0       | Aucas            |

### Tabla de posiciones
|  |  |    | Equipo    | PJ | PG | PE | PP | GF | GC | DG | PTS |
|  |  | -- | --------- | -- | -- | -- | -- | -- | -- | -- | --- |
|  |  | 1. | Dep.Quito | 3  | 2  | 1  | 0  | 6  | 3  | +3 | 5   |
|  |  | 2. | LDU(Q)    | 3  | 2  | 0  | 1  | 6  | 5  | +1 | 4   |
|  |  | 3. | España    | 3  | 1  | 0  | 2  | 5  | 6  | -1 | 2   |
|  |  | 4. | Aucas     | 3  | 0  | 1  | 2  | 2  | 5  | -3 | 1   |

Pts = Puntos; PJ = Partidos jugados; G = Partidos ganados; E = Partidos empatados; P = Partidos perdidos; GF = Goles a favor; GC = Goles en contra; Dif = Diferencia de gol

### Tabla Acumulada
|  |  |    | Equipo    | PJ | PG | PE | PP | GF | GC | DG | PTS |
|  |  | -- | --------- | -- | -- | -- | -- | -- | -- | -- | --- |
|  |  | 1. | Dep.Quito | 6  | 4  | 1  | 1  | 10 | 7  | +3 | 9   |
|  |  | 2. | LDU(Q)    | 6  | 3  | 0  | 3  | 10 | 10 | 0  | 6   |
|  |  | 3. | España    | 6  | 2  | 1  | 3  | 9  | 10 | -1 | 5   |
|  |  | 4. | Aucas     | 6  | 1  | 2  | 3  | 8  | 10 | -2 | 4   |

Pts = Puntos; PJ = Partidos jugados; G = Partidos ganados; E = Partidos empatados; P = Partidos perdidos; GF = Goles a favor; GC = Goles en contra; Dif = Diferencia de gol
|  | Campeón    |
|  | Subcampeón |

### Campeón
|                       |
| Dep.Quito 1.er Título |